# Dürbheimer Berg
Der Dürbheimer Berg ist ein vom Landratsamt Tuttlingen am 29. September 2003 durch Verordnung ausgewiesenes Landschaftsschutzgebiet auf dem Gebiet der Gemeinde Dürbheim.

## Lage
Das Landschaftsschutzgebiet liegt östlich oberhalb von Dürbheim. Es umschließt den Weiler Risiberg und reicht vom Hirnbühl im Norden bis zum Waltershardt im Süden. Es gehört zu den Naturräumen Baaralb und Oberes Donautal und Hohe Schwabenalb.

## Landschaftscharakter
Das Gebiet liegt auf der Albhochfläche, die im Westen steil in das Faulenbachtal abfällt. Es handelt sich um eine für den Naturraum typische kleinräumig strukturierte Kulturlandschaft mit extensiv genutzten Flachland-Mähwiesen, Magerrasen und Wacholderheiden sowie einzelnen Waldflächen. Auch Dolinen sind im Landschaftsschutzgebiet vorhanden. Die Albtraufhänge sind weitgehend bewaldet.

## Zusammenhängende Schutzgebiete
Im Südosten grenzt das Naturschutzgebiet Grasmutter an. Das Landschaftsschutzgebiet überschneidet sich in Teilen mit dem FFH-Gebiet Großer Heuberg und Donautal. Das Gebiet liegt zudem im Vogelschutzgebiet Südwestalb und Oberes Donautal sowie im Naturpark Obere Donau.